# Transmisja (zespół muzyczny)
Transmisja – grupa muzyczna z Warszawy (Grochów - Praga-Południe) działająca w latach 1994-1999 prezentująca muzykę reggae/ragga/funk, wyróżniająca się mieszanką miejskiego folkloru Warszawy z czarnymi rytmami reggae, pulsacją funk'u i ragga. Transmisja to personalny i mentalny spadkobierca Ticket Must Be Performation i RedActors z lat 1986-1993.
Transmisja nagrała oficjalnie dwa albumy. W roku 1997 płytę pt. Lekkie Uderzenie, która powstała w studiu AM w Warszawie. Drugi album pt. Lekkie Urojenie powstał w 1998 roku. Płytę uzupełnił m.in. Wujek Samo Zło. W 1998 roku grupa wsparła antyrasistowską kampanię Muzyka przeciwko rasizmowi firmowaną przez Stowarzyszenie „Nigdy Więcej”. 
Transmisja zagrała we wszystkich warszawskich klubach i salach koncertowych, poza świadomym pominięciem Sali Kongresowej. Udało się jej wystąpić przed likwidacją jazzowego klubu Akwarium, dając koncert uzupełniony supportem Jurka Słomy. Do udanych występów zaliczyć trzeba koncerty w Bałągu, Kaliszu, Giżycku, Olecku (Przystanek Olecko), a także w Lublinie (Klub Hades), oraz przed 15-tysięczną widownią w Krakowie.
Wielu z byłych członków Transmisji jest nadal aktywnych muzycznie lub działa w innych sferach kultury i sztuki. Przykładami są Vavamuffin, gdzie śpiewa Gorg (do spółki z Pablopavo oraz przyjacielem z dawnych czasów RedActors, liderem ówczesnego O.K. System Reggaeneratorem), a także grupa Sedativa, której trzon tworzą Jurek „Buras” Burkacki oraz Andrzej „Jawor” Jaworowski (z GanjaNinja na wokalu i featuringami Pablopavo oraz Dawida Portasza, wokalisty Jafia Namuel). „Jawor” wraz z „Tremolem” są ponadto gospodarzami legendarnego jam session w warszawskim klubie Mandala. Oddzielny nurt tworzy wraz z młodym pokoleniem zdolnych muzycznie ludzi (np. Pan Duże Pe, Mista Pita) Tomek Konca, przewodniczący grupie Cinq G. Odwiecznym fascynacjom elektroniczno-dubowym oddaje się także nadal Lubay, odpowiedzialny w Transmisji za DJ'ing i efekty, pracujący nad remiksami różnych wykonawców (np. Dubang! Vavamuffin), tworzący grupę Czarny Lew i od niedawna wspierający wspomnianą wyżej Sedativę. Pochodzący z Meksyku i od lat mieszkający w Polsce David Saucedo Valle grał w różnych formacjach (m.in. Odo Irawo) na bębnach/perkusjonaliach, a także prowadził warsztaty bębniarskie. Ania Jackowska pojawia się na drugiej płycie Vavamuffin zatytułowanej „Inadibusu”.

## Skład
Grupa liczyła do 11 osób. W jej składzie grało co najmniej trzydzieści osób, m.in.:
- Tomek Konca (Radikal Irie) - gitara
- Marcin „Gorg” Krasowski - wokal
- Ania Jackowska - wokal
- Jurek Burkacki - gitara basowa
- Andrzej „Jawor” Jaworowski - gitara
- Michał „Lubay” Lubiszewski - elektronika
- Adrian „Tremol” Pawlak - perkusja
- Alicja Wołyńczyk - saksofon
- Tomasz Stąpor - puzon
- Marcin Ołówek - trąbka
- David Saucedo Valle - konga

a także:
- Krzysztof „Seru” Serżysko - gitara
- Tomek Komorowski - perkusja
- Krzysztof "Siwy" Bentkowski - perkusja live in Kraków

## Dyskografia
- Lekkie Uderzenie (1997)
- Lekkie Urojenie (1998)